# サン・ピエトロ・ディ・フェレット
サン・ピエトロ・ディ・フェレット（伊: San Pietro di Feletto）は、イタリア共和国ヴェネト州トレヴィーゾ県にある、人口約5,100人の基礎自治体（コムーネ）。

## 地理

### 位置・広がり

#### 隣接コムーネ
隣接するコムーネは以下の通り。
- コネリアーノ
- レフロントロ
- スゼガーナ
- タルツォ
- ヴィットーリオ・ヴェーネト

### 気候分類・地震分類
気候分類では、zona E, 2766 GGに分類される。
また、イタリアの地震リスク階級 (it) では、zona 2 (sismicità media) に分類される。

## 行政

### 分離集落
サン・ピエトロ・ディ・フェレットには、以下の分離集落（フラツィオーネ）がある。
- Bagnolo, Rua di Feletto (sede comunale), San Michele di Feletto, San Pietro di Feletto, Santa Maria di Feletto